# Лінія консультацій з питань етики для журналістів
Лінія консультацій з питань етики для журналістів (англ. Ethics AdviceLine for Journalists) — це послуга, яка надає безкоштовну допомогу професійним журналістам, які борються з етичними рішеннями при висвітленні новин. Програма підтримується Товариством професійних журналістів, Фондом Чиказького клубу, Фондом Говарда і Школою журналістики Меділл у Північно-західному університеті.

## Історія
Лінія консультацій з питань етики для журналістів була відкрита 2 січня 2001 року Девідом Озаром, Кейсі Букро і Джеймсом Берком. Букро і Озар є його співдиректорами. З того часу вона розглянула більше 1000 справ. На запити відповідають волонтери, які пройшли навчання з питань журналістської етики і викладають етику в університетах. Серед відповідачів члени Асоціації практичної та професійної етики. Їм допомагають журналісти-ветерани. З консультаційною лінією можна також зв'язатися через вебсайт [Архівовано 4 червня 2019 у Wayback Machine.]. Співробітники перебувають на виклику протягом тижня. Вони переглядають свої відповіді з членами Чиказького головного клубу, чиказького відділу Товариства професійних журналістів. Програма спрямована на те, щоб допомогти журналістам подумати над своєю ситуацією і самостійно вирішити остаточний курс дій. Крім допомоги журналістам, програма також має на меті виявити, в яких областях журналісти мають найбільше етичних проблем.

## Нагороди та визнання
На початку 2015 року AdviceLine виграла дві нагороди журналістики за свій блог, що включає коментарі до поточних подій з журналістської етики та випадків, які розглядаються її радниками. 23 квітня 2015 року Товариство професійних журналістів оголосило, що блог AdviceLine отримав перемогу в 2014 році Sigma Delta Chi Award в онлайн-категорії незалежних письмових колонок. Нагороди визнають виняткову професійну журналістику. 8 травня 2015 року клуб «Чиказький заголовок» вручив Peter Lisagor Award вебсайту в найкращому онлайн-незалежному блозі. Вступ був озаглавлений «Етика в журналістиці». AdviceLine співпрацює з Чиказьким заголовним клубом і Школою журналістики Меділл у Північно-західному університеті.

## Система
Лінія консультацій з питань етики для журналістів — це система, яка дозволяє абонентам залишати повідомлення в будь-який час. Вони також можуть надіслати запит онлайн, на який пізніше дадуть відповідь по телефону. Програма доступна тільки для професійних журналістів. Офіційна мета програми — допомогти журналістам приймати етичні рішення, які:
1. Добре поінформовані про наявні стандарти професійної журналістської практики, особливо Етичного кодексу Товариства професійних журналістів [Архівовано 1 листопада 2019 у Wayback Machine.];
2. Враховувати перспективи всіх сторін, що беруть участь у цій ситуації;
3. Впровадьте чітке і ретельне етичне мислення при прийнятті рішення.